# Узлов Іван Герасимович
Іва́н Гера́симович Узло́в (нар. 14 серпня 1923, Олімпіадівка) — український науковець-металург, доктор технічних наук (1971), професор (1973), заслужений діяч науки УРСР (1983). Директор Інституту чорної металургії (1978—1988).

## Біографічні відомості
Після закінчення Дніпропетровського металургійного інституту (1949) працював на Костянтинівському металургійному комбінаті, потім — в Інституті чорної металургії, який очолював з 1978 по 1988 роки. Вийшов на заслужений відпочинок у 2014 році, в 91 рік.
У 2019 році, в 96-річному віці, Івану Узлову була призначена довічна державна стипендія Міністерства освіти і науки України.

## Наукові інтереси
Основні напрями діяльності — створення сталей нових марок, розробка технологічних процесів термічного зміцнення прокату масових видів.